# Shingeki no Kyojin (3.ª temporada)
A terceira temporada de Shingeki no Kyojin (進撃の巨人; também conhecido como Attack on Titan), um anime baseado no mangá de mesmo nome escrito e ilustrado por Hajime Isayama, foi produzida pelo Wit Studio e exibida originalmente na emissora japonesa NHK General TV em duas partes: a primeira entre 23 de julho e 15 de outubro de 2018 e a segunda entre 29 de abril e 1 de julho de 2019. A história cobre os capítulos 51 a 90 do mangá e narra as aventuras de Eren Yeager e seus amigos enquanto descobrem a verdade por trás dos governantes das três grandes muralhas que protegem a humanidade contra os "titãs", gigantes que comem humanos, ao mesmo tempo em que buscam voltar à sua cidade natal para fechar o buraco na muralha mais externa que possibilita a passagem dos titãs.
A temporada foi anunciada durante a conclusão da temporada anterior. A equipe de produção principal foi composta por Tetsuro Araki como diretor-chefe, Masashi Koizuka como diretor, Tetsuya Kinoshita como produtor, Hiroshi Seko e Yasuko Kobayashi como roteiristas, Kyoji Asano como designer de personagens e Hiroyuki Sawano como compositor. Além da exibição no Japão, os serviços de streaming Crunchyroll e Funimation licenciaram a série e a transmitiram internacionalmente com legendas em seus respectivos sites, enquanto a Funimation também disponibilizou posteriormente uma versão dublada em português brasileiro.
A música-tema de abertura dos primeiros 12 episódios é "Red Swan" de Yoshiki (com Hyde), enquanto "Akatsuki no Requiem" (暁 の 鎮魂歌) da Linked Horizon é usada como tema de encerramento. No restante da temporada, "Shoukei to Shikabane no Michi" (憧憬 と 屍 の 道) da Linked Horizon serviu como a música de abertura e "Name of Love" da Cinema Staff como encerramento.

## Dubladores
Esta é a lista de dubladores da temporada.
| Personagens principais - Yūki Kaji como Eren Yeager - Marina Inoue como Armin Arlelt - Yui Ishikawa como Mikasa Ackerman | Personagens recorrentes - Hiroshi Kamiya como Levi - Shiori Mikami como Historia Reiss - Akeno Watanabe como Hitch Dreyse - Anri Katsu como Nile Dok - Daisuke Ono como Erwin Smith - Hiro Shimono como Conny Springer - Kazuhiro Yamaji como Kenny Ackerman - Kishō Taniyama como Jean Kirschtein - Masahiko Tanaka como Dot Pyxis - Masaki Terasoma como Djel Sanes - Romi Park como Hange Zoë - Saori Terai como Traute Carven - Tasuku Hatanaka como Flegel Reeves - Tomohisa Hashizume como Bertholdt Hoover - Tomokazu Sugita como Marlo Freudenberg - Yoshimasa Hosoya como Reiner Braun - Yū Kobayashi como Sasha Browse - Yūsaku Yara como Rod Reiss - Kensho Ono como Floch Forster - Takehito Koyasu como Zeke Yeager / Titã Bestial - Yu Shimamura como Annie Leonhart |

## Episódios
| Parte 1 |    | |                                                          |                  |                        |
| 38 | 1  | "Sinal de Fumaça" Transliteração: "Noroshi" (em japonês: 狼煙)                                                  | Hiroyuki Tanaka                                          | Yasuko Kobayashi | 23 de julho de 2018    |
| Eren Yeager e seus seis amigos cadetes restantes acampam em uma cabana remota onde Hange realiza experimentos em Eren para testar suas habilidades de titã. Hange relata que o pastor Nick foi torturado e assassinado no quartel do distrito de Trost, mas ela acusa o Primeiro Esquadrão do Interior da Polícia Militar de serem os responsáveis. O capitão Levi suspeita que alguém do governo tem o objetivo de destruir a Divisão de Reconhecimento e esconder os segredos dos titãs. Depois que o grupo descobre que Erwin Smith foi preso pela Polícia Militar, Levi também é informado que o governo está atrás de Eren e Historia, e ele decide voltar para o distrito de Trost. Na cidade, Jean e Armin servem como iscas para Eren e Historia e logo são sequestrados por Dimo Reeves, que foi contratado pela Polícia do Interior, mas Mikasa e os outros os resgatam facilmente. Enquanto isso, Levi acompanha o transporte de Eren e Historia quando de repente é atacado por Kenny, o Estripador, um notório assassino em série que Levi conheceu no passado. |    | |                                                          |                  |                        |
| 39 | 2  | "Dor" Transliteração: "Itami" (em japonês: 痛み)                                                                | Shita Taro                                               | Yasuko Kobayashi | 30 de julho de 2018    |
| Kenny, agora trabalhando para o Primeiro Esquadrão do Interior, persegue Levi com membros de seu Esquadrão de Controle Antipessoal, mas ele consegue se esconder em uma taverna. Perto dali, Mikasa e os outros ouvem a comoção e são forçados a defender Eren e Historia, o que envolve matar humanos, algo que eles nunca fizeram antes. Armin interroga Dimo Reeves, que foi coagido a ajudar a Polícia Militar, mas agora ele teme pelo futuro de sua empresa e das pessoas em Trost, então Levi oferece proteção ao povo de Trost em troca de sua ajuda. Com a cooperação dele, a Divisão de Reconhecimento captura os dois soldados do Esquadrão do Interior que assassinaram o pastor Nick e os torturam sobre o paradeiro de Historia e Eren. Eles descobrem que Historia é a verdadeira herdeira do trono e concluem que ela está com seu pai, Rod Reiss. Mais tarde, Reeves é morto por Kenny por tê-lo traído, sem saber que o filho de dele, Flegel, testemunhou o assassinato. |    | |                                                          |                  |                        |
| 40 | 3  | "Velha História" Transliteração: "Mukashibanashi" (em japonês: 昔話)                                            | Tomoko Hirakata                                          | Hiroshi Seko     | 6 de agosto de 2018    |
| Em um flashback, Historia conta aos seus amigos sobre sua criação na propriedade Reiss dentro da Muralha Rose, a rejeição de sua mãe, a execução desta por Kenny e ela ser forçada a adotar a identidade de Krista Lenz. No presente, Rod volta para a propriedade de sua família com Historia e Eren enquanto Hange explica que Eren será comido para adquirirem seus poderes e habilidades de titã. Enquanto isso, Erwin explica ao comandante Dot Pixis seus planos para um golpe de Estado sem derramamento de sangue para derrubar o corrupto Governo Real e retomar a Muralha Maria, planejando que Historia seja entronizada como rainha. Ele também revela que seu pai foi assassinado depois de dizer a ele que acreditava que a verdadeira razão para a fuga para dentro das muralhas era proteger a terra e a propriedade dos ricos, não a humanidade. Para proteger o resto da Divisão de Reconhecimento, Erwin rende-se à Polícia Militar, que o incriminou pelo assassinato de Reeves, nomeando Hange como sua sucessora. Fora da cidade, o esquadrão de Levi dirige-se à propriedade dos Reiss para resgatar Historia e Eren, mas eles são rastreados pela Polícia Militar. |    | |                                                          |                  |                        |
| 41 | 4  | "Confiança" Transliteração: "Shinrai" (em japonês: 信頼)                                                        | Aiko Sakuraba                                            | Hiroshi Seko     | 13 de agosto de 2018   |
| O esquadrão de Levi captura os dois soldados que os perseguem, Marlo e Hitch, amigos de Annie na Polícia Militar. Depois de descobrir a verdade sobre Annie ser a Titã Fêmea e o falso incriminamento da Divisão de Reconhecimento, os dois concordam em ajudá-los contando sobre um posto avançado que é o menos protegido pela Polícia Militar, que é tomado com sucesso. Levi tortura o oficial e descobre a localização de Eren e Historia. Enquanto isso, Hange resgata Flegel da Polícia Militar e elebora uma maneira para que a polícia confessse a verdade sobre a morte do pai dele e a tentativa do governo de incriminar a Divisão e encobrir a verdade na frente dos residentes do distrito de Stohess e de alguns repórteres. Erwin é levado perante o rei para ser condenado à execução, e ele avisa seu amigo Nile Dawk para escolher um lado antes que Pixis comece o golpe. |    | |                                                          |                  |                        |
| 42 | 5  | "Resposta" Transliteração: "Kaitō" (em japonês: 回答)                                                           | Miki Komuro                                              | Yasuko Kobayashi | 20 de agosto de 2018   |
| Em seu julgamento perante o rei falso e o conselho real, Erwin, sem sucesso, expõe seu caso para recuperar a Muralha Maria e evitar uma guerra civil potencial causada por pessoas que competem por recursos limitados. Assim que ele é condenado à morte, chegam notícias de que a Muralha Rose foi violada por titãs. No entanto, em vez de permitir que os refugiados se abriguem dentro da Muralha Sina, o conselho ordena que os portões sejam fechados, sacrificando toda a população fora dali. Miche Zacharius chega com suas tropas e revela que a notícia foi um estratagema. Com o interesse próprio do conselho e o desrespeito pela vida humana agora revelados, Pixis anuncia que os militares vão assumir o governo e publicar as notícias na imprensa. Mais tarde, Hange conta aos cadetes sobre as mortes misteriosas da família de Rod Reiss em sua capela. Enquanto isso, em uma caverna cristalizada, Eren, preso a uma corrente, é abordado por Historia. |    | |                                                          |                  |                        |
| 43 | 6  | "Pecado" Transliteração: "Tsumi" (em japonês: 罪)                                                               | Ryūta Kawahara                                           | Hiroshi Seko     | 27 de agosto de 2018   |
| Historia garante a Eren que seu pai tem boas intenções, embora tenha criado problemas para a Divisão de Reconhecimento e matado o pastor Nick. Rod então instrui Historia a tocar Eren, desencadeando as memórias de quando ele foi transformado em um titã por seu pai, Grisha, que foi comido por Eren em seguida na noite em que ele recebeu a chave do porão. O processo também aciona involuntariamente as memórias de Historia de uma jovem chamada Frieda, que Rod revela ser sua meia-irmã, que possuía o poder do Titã Fundador herdado de sua família, antes de Grisha, que também era um titã, devorá-la enquanto massacrava seus quatro irmãos e sua mãe. Enquanto isso, na capital, Pixis revela a Erwin que a família Reiss possui o poder de alterar a memória das pessoas, e Erwin lidera uma outra equipe de resgate de Eren. Kenny chega com seus homens e enquanto prepara sua defesa ele se lembra de seu avô dizendo que sua família, os Ackermans, já foram guarda-costas da família real, mas foram exilados porque os poderes deles de alterar a memória não surtiam efeito neles. Enquanto isso, o esquadrão de Levi encontra um alçapão escondido na capela dos Reiss. |    | |                                                          |                  |                        |
| 44 | 7  | "Desejo" Transliteração: "Negai" (em japonês: 願い)                                                             | Hiroyuki Tanaka Ken Andō                                 | Hiroshi Seko     | 3 de setembro de 2018  |
| O esquadrão de Levi invade a caverna abaixo do alçapão e enfrenta Kenny e seus subordinados, forçando-os a recuar. Enquanto isso, Rod explica a Historia que a caverna e as muralhas da cidade foram construídas há um século por seu ancestral, que usou o poder do Titã Fundador para apagar as memórias de todos os cidadãos. Gerações depois, Frieda herdou este titã e as memórias do mundo antes das muralhas. Rod explica que Frieda metafisicamente vive dentro do Titã Fundador, portanto se Historia virar uma titã e devorar Eren, ela poderá ver sua irmã novamente. Quando Kenny ouve que apenas aqueles da linhagem Reiss podem usar o poder do Titã Fundador, ele confronta Rod e decide ferir Eren para que Historia precise lutar com ele para adquirir o poder. Antes de se injetar com o soro de titã, ela percebe que Eren sente-se culpado de mais para resistir e então se lembra do desejo de sua amiga Ymir de que ela vivesse uma vida orgulhosa e percebe que a verdadeira intenção de Rod é restaurar o poder de sua família e a vontade de seus ancestrais de preservar o status quo do mundo. Historia então se recusa a continuar, quebrando a seringa de titã e joga seu pai no chão, quebrando suas costas, antes de pegar as chaves para libertar Eren. Desesperado, Rod lambe o soro no chão e se transforma em um titã enorme. |    | |                                                          |                  |                        |
| 45 | 8  | "Fora das Muralhas do Distrito de Orvud" Transliteração: "Orubudo-ku Gaiheki" (em japonês: オルブド区外壁)      | Matsuo Asami Azuma Ryōsuke                               | Yasuko Kobayashi | 10 de setembro de 2018 |
| O esquadrão de Levi ajuda Historia a libertar Eren antes de ser encurralado pelo titã de Rod, cujo tamanho gigantesco faz com que a caverna desmorone. Enquanto Kenny e sua equipe são esmagados, Eren bebe um soro que permite que sua forma de titã endureça e evita que o teto desabe, salvando seus amigos. Eles voltam para o distrito de Orvud na Muralha Sina, enquanto o titã de Rod rasteja em direção até lá sem ninguém capaz de chegar perto por causa do calor de seu corpo. Levi lembra a Historia que, uma vez que ela tem sangue real, ela deve se tornar a rainha para completar a transição do antigo governo, para o qual ela relutantemente concorda. Conforme o titã de Rod se aproxima, Erwin surpreendentemente decide não evacuar os cidadãos de Orvud. |    | |                                                          |                  |                        |
| 46 | 9  | "O Rei das Muralhas" Transliteração: "Kabe no Ō" (em japonês: 壁の王)                                           | Yasuhiro Akamatsu                                        | Hiroshi Seko     | 17 de setembro de 2018 |
| Erwin justifica sua decisão devido os titãs serem atraídos pela densidade das populações humanas, assim eles podem atrair o titã de Rod para uma armadilha. Apesar disso, este alcança a muralha e se eleva contra ela, tendo seu rosto e peito corroídos por rastejar por quilômetros no solo. Os cadetes então atingem primeiro os braços de apoio do titã com carrinhos carregados de pólvora e os destroem, fazendo-o cair com o resto na muralha. Eren assume sua forma de titã e joga barris de pólvora em sua boca aberta, explodindo a nuca do titã de Rod por dentro. O resto da Divisão elimina os fragmentos em queda, com Historia destruindo os principais. Após isso, ela se apresenta formalmente aos civis reunidos como a verdadeira governante das muralhas. De volta à propriedade de Reiss, Kenny, mortalmente ferido, relembra eventos de seu passado antes de ser encontrado por Levi. |    | |                                                          |                  |                        |
| 47 | 10 | "Amigos" Transliteração: "Yūjin" (em japonês: 友人)                                                             | Shintarō Itoga Aiko Sakuraba                             | Hiroshi Seko     | 24 de setembro de 2018 |
| Kenny relembra sua captura muitos anos antes por Uri Reiss em sua forma de titã e seu juramento de lealdade à família depois que Uri implorou por seu perdão pela perseguição da família Ackerman. Mais tarde, Kenny encontra o filho da sua irmã morta, Levi, e ensina-lhe os caminhos de um assassino. Depois, ele se pergunta se o poder da família Reiss poderia dar a ele o luxo de ser compassivo. No presente, Kenny explica a Levi que ele não se injetou com o soro de titã e é pressionado a revelar o que sabe sobre titãs e sua própria família. Com suas últimas palavras, Kenny se revela como tio de Levi antes de entregar a ele o soro de titã. Na capital, Historia é coroada rainha. Enquanto isso, o Titã Bestial derrota Reiner e diz a ele e Bertholdt que eles vão localizar a Coordenada como seu próximo objetivo, anulando o desejo dos dois de encontrar e resgatar Annie. |    | |                                                          |                  |                        |
| 48 | 11 | "Espectador" Transliteração: "Bōkansha" (em japonês: 傍観者)                                                    | Matsuo Asami Ken Andō Shingo Uchida                      | Yasuko Kobayashi | 8 de outubro de 2018   |
| Dois meses após a coroação de Historia, os militares eliminaram os vestígios remanescentes do antigo regime. Enquanto isso, Eren percebe que o comandante do Corpo de Treinamento Keith Sadies era o homem em suas memórias que conhecia seu o pai, Grisha. Ao visitá-lo, Keith diz que conheceu Grisha com amnésia há cerca de 20 anos perto da Muralha Maria. Grisha aprendeu sobre a vida dentro das muralhas, se ofereceu para trabalhar como médico e mais tarde se casou com Carla. Durante a queda de Shiganshina, depois de saber sobre a morte de sua esposa, Grisha levou Eren para a floresta onde Keith mais tarde encontrou o menino sozinho com uma chave em volta do pescoço. Keith renunciou ao cargo de comandante da Divisão de Reconhecimento porque Grisha o elogiou dizendo ser "especial" e ele acreditou nisso. |    | |                                                          |                  |                        |
| 49 | 12 | "Noite da Batalha para Retomada da Muralha" Transliteração: "Dakkan Sakusen no Yoru" (em japonês: 奪還作戦の夜) | Takashi Andō Yasuhiro Akamatsu                           | Hiroshi Seko     | 15 de outubro de 2018  |
| Hange é incapaz de analisar a fórmula do soro de titã por causa de sua natureza volátil, então Erwin a confia a Levi no caso de ser usada para transformar alguém em um titã. Erwin confirma que os arranjos estão prontos para retomar a Muralha Maria, então ele revela um plano secreto para usar a Divisão para vasculhar o porão da família Yaeger. Levi tenta convencer Erwin a ficar para trás, mas ele insiste em liderar a operação. Na noite anterior à missão, os cadetes recebem carne no jantar e Eren, Mikasa e Armin relembram seu passado e refletem sobre suas esperanças de um futuro além das muralhas. No dia da expedição, o povo de Trost se reúne para torcer pela Divisão de Reconhecimento e desejar sucesso. Enquanto isso, Bertholt e Reiner montam guarda na Muralha Maria. |    | |                                                          |                  |                        |
| Parte 2 |    | |                                                          |                  |                        |
| 50 | 13 | "A Cidade Onde Tudo Começou" Transliteração: "Hajimari no Machi" (em japonês: はじまりの街)                     | Hiroyuki Tanaka                                          | Yasuko Kobayashi | 29 de abril de 2019    |
| A Divisão de Reconhecimento caminha pela floresta sob a escuridão da lua nova, planejando retomar o distrito de Shiganshina para chegar ao porão da casa de Eren. O grupo chega até lá e o com o local aparentemente vazio, Eren bloqueia facilmente o buraco na parede externa com a habilidade de endurecimento do seu titã. Antes dele tampar o buraco na muralha interna, Armin descobre um acampamento recentemente abandonado e recebe o comando para procurar pelos inimigos. Ele pede para seus companheiros procurarem cavidades dentro das muralhas e, em pouco tempo, Reiner sai de um buraco disfarçado na muralha e se transforma no Titã Blindado. De repente, a Divisão se encontra cercada por titãs e o Titã Bestial sela a entrada interna com uma pedra arremessada, prendendo seus cavalos dentro de Shiganshina e evitando que eles os usassem para escapar. |    | |                                                          |                  |                        |
| 51 | 14 | "Lanças de Trovão" Transliteração: "Raisō" (em japonês: 雷槍)                                                   | Akitoshi Yokoyama Yasuhiro Akamatsu                      | Hiroshi Seko     | 6 de maio de 2019      |
| Enquanto três esquadrões são enviados para proteger os cavalos, os de Levi e Hange se preparam para enfrentar o Titã Blindado utilizando lanças de trovão, que são uma espécie de dardos explosivos. Erwin inicialmente mantém Levi e Armin na retaguarda com ele para atacarem o Titã Bestial. Enquanto isso, o Titã Blindado escala a muralha e encontra Erwin esperando por ele, mas de repente Eren se transforma e foge. O Titã Blindado persegue Eren e eles se envolvem em uma batalha e Eren consegue enfraquecer o oponente usando seu endurencimento. Hange e seu esquadrão então atacam com lanças de trovão mirando na nuca na tentativa de finalmente destruir o Titã Blindado junto com Reiner. |    | |                                                          |                  |                        |
| 52 | 15 | "Descida" Transliteração: "Kōrin" (em japonês: 光臨)                                                            | Shingo Uchida Norihito Takahashi Mai Teshima Hitomi Ezoe | Hiroshi Seko     | 13 de maio de 2019     |
| Enquanto Bertholdt espera em seu esconderijo, ele pensa na batalha de Trost, onde ele, Reiner e Annie foram forçados a deixar seu colega, Marco, indefeso para ser comido por titãs depois que ele ouviu sua estratégia para impedir Eren de tampar o buraco na muralha naquela ocasião. Enquanto isso, o Titã Blindado solta um rugido, sinalizando ao Titã Bestial para lançar o barril contendo Bertholdt em Shiganshina. Vendo Reiner caído, Bertholdt não se transforma imediatamente e, em vez disso, confronta seus antigos colegas. Armin tenta negociar com ele, mas Bertholdt revela pretender matar todos e finalmente se transforma no Titã Colossal, criando uma enorme explosão de fogo, que atinge o esquadrão de Hange. Armin hesita em tentar um ataque quando o Titã Colossal começa a avançar em direção à muralha interna. |    | |                                                          |                  |                        |
| 53 | 16 | "Jogo Perfeito" Transliteração: "Pāfekuto Gēmu" (em japonês: 完全試合)                                          | Tetsuya Wakano                                           | Hiroshi Seko     | 20 de maio de 2019     |
| Com a transformação de Bertholdt, Shiganshina é envolta em chamas. O Titã Bestial lança uma saraivada de pedras em direção aos membros da Divisão de Reconhecimento protegendo os cavalos fora da muralha, destruindo edifícios e causando baixas entre eles. Levi reagrupa os sobreviventes com Erwin na base da muralha. De volta a Shiganshina, Eren tenta parar em vão o Titã Colossal agarrando seu pé, mas é chutado e nocauteado em cima da muralha. Erwin sugere um contra-ataque com ele mesmo e os recrutas restantes como uma distração para que Levi possa matar o Titã Bestial, sabendo que ele e os outros morreriam. Erwin dá um discurso para os recrutas, convencendo-os de que é melhor morrer lutando do que ser morto enquanto se esconde das pedras voadoras, e lidera o ataque ao Titã Bestial através de outra saraivada de pedras. |    | |                                                          |                  |                        |
| 54 | 17 | "Herói" Transliteração: "Yūsha" (em japonês: 勇者)                                                              | Akitoshi Yokoyama Yoko Kanamori Tetsurō Araki            | Hiroshi Seko     | 27 de maio de 2019     |
| Erwin é mortalmente ferido enquanto Levi consegue incapacitar o Titã Bestial e infligir ferimentos suficientes em Zeke, o humano dentro dele, mas o mantem vivo. Entretanto, um Titã Quadrupede agarra Zeke em sua boca e foge. Enquanto isso, Armin percebe que o Titã Colossal está imóvel enquanto usa seu vapor e dá a Eren alguns detalhes de seu plano enquanto os outros seguram o Titã Blindado. O grupo, juntando-se a Hange, que sobreviveu à transformação de Bertholt, usa duas de suas lanças de trovão restantes para quebrar as dobradiças da mandíbula do Titã Blindado para que Mikasa possa usar as dela para explodir Reiner para fora de seu corpo titã. Quando a forma de titã de Eren parece sofrer uma concussão, Armin deliberadamente desafia o Titã Colossal com seu equipamento de mobilidade tridimencional e Bertholt começa a queimá-lo vivo com seu vapor. Enquanto está distraído, Eren endurece sua forma titã e, na forma humana, consegue arrancar Bertholdt do Titã Colossal. Depois, Eren arrasta Bertholt em direção de um Armin severamente queimado. |    | |                                                          |                  |                        |
| 55 | 18 | "Sol da Meia-Noite" Transliteração: "Byakuya" (em japonês: 白夜)                                                | Hiroyuki Tanaka Shintarō Itoga                           | Hiroshi Seko     | 3 de junho de 2019     |
| Eren se depara com a Titã Quadrupede carregando Zeke, que afirma que Eren foi enganado por seu pai e promete retornar para salvá-lo. Em outro lugar, após Reiner entregar uma carta de Ymir, Hange pretende matá-lo, mas é convencida por Jean a fazer Mikasa buscar o soro de titã de Levi para que eles pudessem transferir o poder do Titã Blindado para um dos seus. No entanto, a Titã Quadrupede resgata Reiner e foge. Enquanto isso, Eren percebe que Armin ainda está vivo e pede para Levi injetá-lo com o soro. Mas Floch Forster, o único recruta sobrevivente, chega com Erwin mortalmente ferido. Isso faz com que Levi considere usar o uso neste em vez disso, fazendo com que Eren e Mikasa desafiassem Levi. Assim que todos se acalmam, ele ordena que todos saiam e se prepara para socorrer Erwin. No entanto, quando Erwin levanta o braço em delírio, ele escolhe deixar seu comandante morrer em paz e dá o soro a Armin. Ele se torna um titã sem inteligência e come Bertholdt. Levi e Hange lamentam a morte de Erwin enquanto Armin emerge curado de sua forma de titã. |    | |                                                          |                  |                        |
| 56 | 19 | "O Porão" Transliteração: "Chikashitsu" (em japonês: 地下室)                                                    | Mai Teshima Hitomi Ezoe                                  | Yasuko Kobayashi | 10 de junho de 2019    |
| Hange, Levi, Eren e Mikasa seguem para Shiganshina para investigar o porão da casa de Eren. Lá, o grupo descobre que a chave de Eren abre uma gaveta com um compartimento escondido contendo três livros, um deles com uma imagem estranha de Grisha, ao lado de uma mulher segurando uma criança que não é nem Carla nem Eren. Uma inscrição escrita por Grisha no verso explica que a imagem é uma fotografia criada pela tecnologia de uma terra além das muralhas, onde as pessoas vivem em luxo. Com o que restou da Divisão de volta a cidade, Nile Dok confidencia ao conselho que Erwin uma vez considerou a possibilidade de que poderia haver humanos vivendo além das muralhas. Em uma cena pós-créditos, Eren começa a ler o livro de Grisha, que inícia com este contando sobre quando quando ele e sua irmã, Fay, ainda crianças, viviam em uma cidade além da Muralha Maria. As crianças viram um dirigível e, contra as instruções de sua mãe, Grisha impulsivamente levou Fay além dos muros de seu distrito para vê-lo pousar. |    | |                                                          |                  |                        |
| 57 | 20 | "Aquele Dia" Transliteração: "Ano Hi" (em japonês: あの日)                                                      | Yoko Kanamori                                            | Hiroshi Seko     | 17 de junho de 2019    |
| Em uma visão de Eren, enquanto Grisha e sua irmã Fay saem da Zona de Confinamento para os eldianos em Liberio para verem os dirigíveis, eles são pegos por dois soldados marleyanos, que levam Fay e a matam. No entanto, seu pai fica mais preocupado em lhe contar como Ymir Fritz fez um pacto com um diabo da terra para ganhar o poder dos nove titãs para formar o Império Eldiano e derrotar Marley e oprimir todo o continente. No entanto, Marley conseguiu o controle de sete titãs, finalmente derrotando Eldia. O rei eldiano então fugiu para a Ilha Paradis onde ergueu três muralhas e levou muitos de seu povo com ele, mas seus ancestrais foram abandonados no continente e só podem viver lá pela graça de Marley. Já adulto, Grisha junta-se ao movimento de Restauração de Eldia depois de confirmar que Fay foi morta pelos soldados marleyanos. No movimento, apoiado pelo informante secreto "Coruja", ele aprende que Ymir ajudou a cultivar a terra e a construir estradas e não oprimir os outros. Algum tempo depois, Grisha se casa com Dina Fritz, a última eldiana remanescente com sangue real no continente, e eles têm um filho chamado Zeke. Quando Marley começa seu programa de guerreiros para acompanhar o ritmo as nações rivais, Grisha tenta criar Zeke como um infiltrado, mas ele o entrega às autoridades. Grisha e seus companheiros são então levados para a Ilha Paradis para serem transformados em titãs puros sem mente, uma vez que sejam injetados com fluido espinhal de titã. Dina se torna na titã que eventualmente devorará a mãe de Eren e Grisha também reconhece os soldados dos dirigíveis no esquadrão, sendo que um deles, Kruger, se revela como o Coruja e um titã inteligente, que aniquila todos dos soldados e navios marleyanos. |    | |                                                          |                  |                        |
| 58 | 21 | "Titã do Ataque" Transliteração: "Shingeki no Kyojin" (em japonês: 進撃の巨人)                                  | Yasuhiro Akamatsu                                        | Hiroshi Seko     | 24 de junho de 2019    |
| Eren aprende que o nome completo do Coruja é Eren Kruger, e o oficial explica que seu desejo de restaurar Eldia o levou a participar da perseguição de seu povo para manter seu disfarce. Kruger então revela que aqueles que possuem o poder de um titã inteligente vivem apenas 13 anos e após este tempo um titã puro precisa devorar o portador antigo ou o poder do titã surgirá espontaneamente em um bebê eldiano, bem como diz que a Coordenada liga todos os eldianos e é controla pelo Titã Fundador. Kruger também pede que Grisha se infiltre em Paradis e tome o Titã Fundador da família real. Kruger o aconselha a começar uma nova família antes de proceder com a injeção do soro de titã, mencionando Armin e Mikasa para seu próprio espanto. No presente, Eren participa de uma conferência do governo junto com Historia. Com as evidências apresentadas ao conselho, Hange lamenta que seus inimigos agora incluam outros humanos além dos titãs, enquanto afirma que Eren pode comandar os titãs puros apesar de não ser da linhagem real. Eren percebe que comandou os titãs puros porque ele tocou Dina, e mantem essa informação para si mesmo por medo do que os militares poderiam fazer a Historia. |    | |                                                          |                  |                        |
| 59 | 22 | "O Outro Lado da Muralha" Transliteração: "Kabe no Mukougawa" (em japonês: 壁の向こう側)                        | Tetsuya Wakano Shintarō Itoga Tetsurō Araki              | Yasuko Kobayashi | 1 de julho de 2019     |
| Na reunião do governo de Paradis, Historia decide que as pessoas dentro das muralhas devem saber da verdade sobre os titãs e que o rompimento da muralha foi o início de uma invasão planejada por Marley. Em uma cerimônia para homenagear seus companheiros caídos, Floch questiona por que Armin recebeu o soro em vez de Erwin, uma decisão controversa mesmo entre os sobreviventes. Enquanto Historia condecora os nove sobreviventes com medalhas, Eren toca a mão dela e imediatamente recebe memórias da família real. Um ano depois, os titãs dentro da Muralha Maria foram mortos e os habitantes puderam voltar para suas cidades natais para começar a reconstruí-las, enquanto a Divisão de Reconhecimento começa novamente as expedições fora das muralhas. Eles eventualmente chegam à praia onde Grisha se tornou um titã e pela primeira vez eles veem o oceano. O grupo brinca alegremente na água, embora Eren perceba que eles só encontrarão inimigos do outro lado do mar, em vez da liberdade que ele estava procurando. |    | |                                                          |                  |                        |

## Produção e exibição
Em 17 de junho de 2017, a terceira temporada de Shingeki no Kyojin foi anunciada no final do episódio final da segunda temporada, com uma data de lançamento prevista para 23 de julho de 2018. Um trailer foi lançado em 27 de abril de 2018. A equipe de produção principal foi composta por Tetsuro Araki como diretor-chefe, Masashi Koizuka como diretor, Tetsuya Kinoshita como produtor, Hiroshi Seko e Yasuko Kobayashi como roteiristas, Kyoji Asano como designer de personagens e Hiroyuki Sawano como compositor.
Hajime Isayama, o autor e ilustrador do mangá original, trabalhou em estreita colaboração com os animadores para garantir a fidelidade à história e também para dar sugestões. Em 2018, foi revelado que o autor se arrependia do modo como tinha feito certa parte do mangá, por isso solicitou pessoalmente ao Wit Studio algumas alterações no anime. O estúdio honrou esse desejo, resultando na primeira parte da 3.ª temporada sendo um pouco diferente dos capítulos correspondentes do mangá.
A temporada começou a ser exibida em 23 de julho de 2018 e teve 12 episódios transmitidos até 15 de outubro, quando entrou em hiato. A série foi retomada em 29 de abril de 2019 e mais dez episódios foram exibidos, encerrando em 1 de julho do mesmo ano. Um filme de compilação, Attack on Titan: Chronicle (「進撃の巨人」 〜クロニクル〜, Shingeki no Kyojin ~Kuronikuru~), que recapitula todas as três temporadas, foi lançado em 17 de julho de 2020.
O serviço de streaming Funimation anunciou que iria transmitir a estreia mundial do primeiro episódio no Anime Expo em 8 de julho de 2018. O Funimation, juntamente com o Crunchyroll, transmitiu internacionalmente toda a temporada com legendas em seus respectivos sites. Posteriormente, a série também ganhou uma dublagem em português brasileiro no site da Funimation que foi realizada pelo estúdio Dubrasil.

## Música
A música-tema de abertura dos 12 primeiros episódios é "Red Swan" de Yoshiki (com Hyde), enquanto o tema de encerramento é "Akatsuki no Requiem" (暁 の 鎮魂歌) da Linked Horizon. Para o resto da temporada, o tema de abertura é "Shoukei to Shikabane no Michi" (憧憬 と 屍 の 道) da Linked Horizon, e o tema de encerramento é "Name of Love" da banda Cinema Staff.
Hiroyuki Sawano mais uma vez voltou como compositor da temporada. A trilha sonora foi lançada em 26 de junho de 2019. Assim como a trilha sonora da segunda temporada, a música apresentada em filmes de compilação e OVAs lançados entre a segunda e a terceira temporada foi incluída na trilha sonora. Os vocais foram fornecidos por Laco, David Whitaker, Gemie, Eliana, mpi e yosh.

### Lista de faixas
Todas as faixas foram compostas por Hiroyuki Sawano.
Todas as músicas compostas por Hiroyuki Sawano.
| Trilha Sonora da 3.ª temporada de Shingeki no Kyojin - Disco 1 |                                                                               |                |         |  |
| N.º                                                            | Título                                                                        | Artista(s)     | Duração |  |
| 1.                                                             | "K2-" (Kenny)                                                                 |                | 5:46    |  |
| 2.                                                             | "Zero Eclipse"                                                                | Laco           | 4:12    |  |
| 3.                                                             | "SymphonicSuite[AoT]Part1-1st:0Sk" (Reiss Family)                             |                | 6:08    |  |
| 4.                                                             | "SymphonicSuite[AoT]Part1-2nd:一s十りA" (Historia)                            |                | 3:50    |  |
| 5.                                                             | "SymphonicSuite[AoT]Part1-3rd:BARRIchestra"                                   |                | 5:58    |  |
| 6.                                                             | "SymphonicSuite[AoT]Part1-4th:7-b@$" (Nervous)                                |                | 5:15    |  |
| 7.                                                             | "K21" (Kenny)                                                                 | David Whitaker | 3:21    |  |
| 8.                                                             | "AoTs3-3spens/21石" (Attack on Titan Season 3 - Suspense/Pursuit)             |                | 6:31    |  |
| 9.                                                             | "Call your name <Gv>" (Call your name <Gemie version>)                        | Gemie          | 4:17    |  |
| 10.                                                            | "SymphonicSuite[AoT]Part2-1st:ətˈæk 0N tάɪtn <WMId>" (attack ON titan <WMId>) | Eliana         | 5:09    |  |
| 11.                                                            | "SymphonicSuite[AoT]Part2-2nd:ShingekiNoKyojin" (AttackOnTitan)               |                | 3:01    |  |
| 12.                                                            | "SymphonicSuite[AoT]Part2-3rd:Before Lights Out"                              | Laco           | 2:54    |  |
| 13.                                                            | "SymphonicSuite[AoT]Part2-4th:2An" (Anxiety)                                  |                | 2:37    |  |
| 14.                                                            | "SymphonicSuite[AoT]Part2-5th:Apple Seed"                                     | mpi Laco       | 2:45    |  |
| 15.                                                            | "SymphonicSuite[AoT]Part2-6th:ThanksAT"                                       |                | 3:58    |  |
| 16.                                                            | "ERENthe標 <MOVIEver.>"                                                       |                | 6:23    |  |
| 17.                                                            | "Barricades <MOVIEver.>"                                                      | yosh           | 4:17    |  |
| Duração total:                                                 | Duração total:                                                                | Duração total: | 1:13:21 |  |

| Trilha Sonora da 3.ª temporada de Shingeki no Kyojin - Disco 2 |                                                                |                |         |  |
| N.º                                                            | Título                                                         | Artista(s)     | Duração |  |
| 1.                                                             | "AoTs3-PF1" (Attack on Titan Season 3 - Pianoforte 1)          |                | 2:04    |  |
| 2.                                                             | "T-KT"                                                         |                | 2:53    |  |
| 3.                                                             | "A1Gう" (Thunder Spear)                                        |                | 3:18    |  |
| 4.                                                             | "AoTs3-PF2" (Attack on Titan Season 3 - Pianoforte 2)          |                | 3:22    |  |
| 5.                                                             | "AoTs3-1000略" (Attack on Titan Season 3 - Strategy)           |                | 3:26    |  |
| 6.                                                             | "tooth-i:" (Toothed Corpse/Change of Leadership)               |                | 3:02    |  |
| 7.                                                             | "LENぞ97n10火巨説MAHLE" (Serial What's It Called Novel Marley) |                | 2:12    |  |
| 8.                                                             | "K21 (Instrumental)"                                           |                | 3:21    |  |
| 9.                                                             | "Zero Eclipse (Instrumental)"                                  |                | 4:11    |  |
| 10.                                                            | "Barricades <MOVIEver.> (Instrumental)"                        |                | 4:16    |  |
| 11.                                                            | "Call your name <Gv> (Instrumental)"                           |                | 4:17    |  |
| 12.                                                            | "ətˈæk 0N tάɪtn <WMId> (Instrumental)"                         |                | 5:08    |  |
| 13.                                                            | "Before Lights Out (Instrumental)"                             |                | 2:53    |  |
| 14.                                                            | "Apple Seed (Instrumental)"                                    |                | 2:46    |  |
| Duração total:                                                 | Duração total:                                                 | Duração total: | 0:41:00 |  |

## Home media

### Lançamento no Japão
| Volume | Volume | Episódios               | Data de lançamento    | Ref.   |
| ------ | ------ | ----------------------- | --------------------- | ------ |
|        | 1      | 38-40                   | 17 de outubro de 2018 | [ 42 ] |
| 2      | 41-43  | 19 de dezembro de 2018  | [ 43 ]                |        |
| 3      | 44-46  | 30 de janeiro de 2019   | [ 44 ]                |        |
| 4      | 47-49  | 27 de fevereiro de 2019 | [ 45 ]                |        |
| 5      | 50-53  | 24 de julho de 2019     | [ 46 ]                |        |
| 6      | 54-56  | 21 de agosto de 2019    | [ 47 ]                |        |
| 7      | 57-59  | 18 de setembro de 2019  | [ 48 ]                |        |